# Luján (Buenos Aires)
Luján is een plaats in het Argentijnse bestuurlijke gebied Luján in de provincie Buenos Aires. De plaats telt 67.266 inwoners.

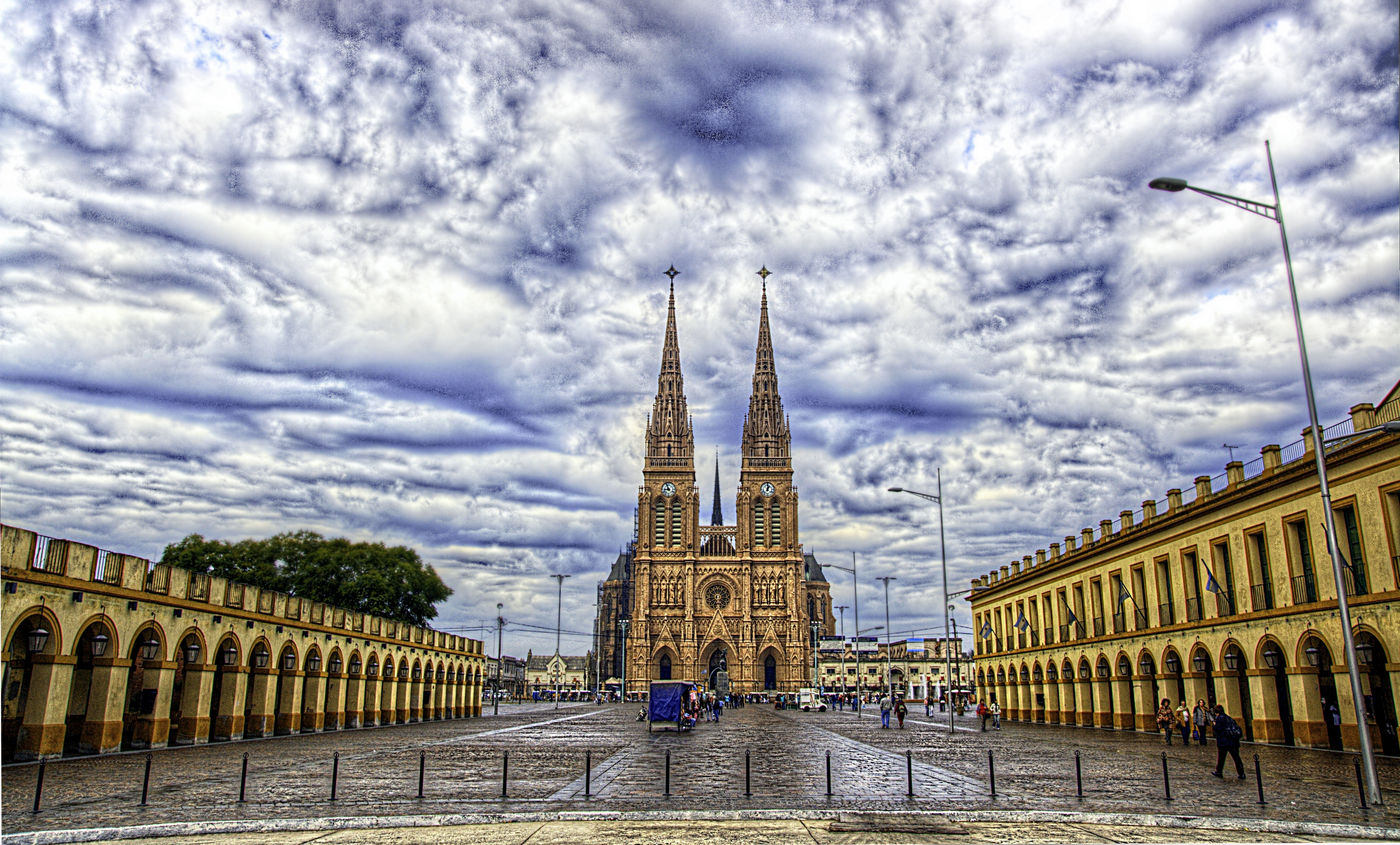
Basiliek van Onze Lieve Vrouwe van Luján